# Paulo Moreno
Paulo Moreno (8. svibnja 1992.) je zelenortski rukometaš. Nastupa za klub Benfica Lisabon i zelenortsku reprezentaciju.
Natjecao se na Svjetskom prvenstvu u Egiptu 2021., gdje je reprezentacija Zelenortske Republike završila na posljednjem, 32. mjestu. Za reprezentaciju je postigao 3 pogotka i to 15. siječnja 2021. protiv Mađarske, u svom prvom nastupu za reprezentaciju, kada je njegova momčad izgubila rezultatom 27:34.